# By Your Side (Tokio Hotel)
By Your Side è il terzo singolo estratto dall'album di debutto internazionale dei Tokio Hotel, Scream.
Tale brano è stato anche inserito nella colonna sonora del film Che la fine abbia inizio.

## Video
Il video è lo stesso della versione originale (in lingua tedesca della canzone), An Deiner Seite (Ich bin da): girato nelle varie tappe del concerti del 2007, presenti nel DVD Zimmer 483-Live in Europe, fa alternare il backstage del concerto, un documentario (tour documentary) contenente tutto sui quattro ragazzi, alla vera esibizione. Il concerto è stato fatto nel 2007 (è presente anche nel dvd) a Parigi. Alla fine tutti e quattro i ragazzi si abbracciano e Bill grida in tedesco "Grazie!".

## Classifiche
| Classifica (2007) | Posizione raggiunta |
| ----------------- | ------------------- |
| Austria           | 6                   |
| Finlandia         | 13                  |
| Francia           | 2                   |
| Germania          | 2                   |
| Portogallo        | 37                  |
| Repubblica Ceca   | 1                   |